# Lately
Lately est une chanson de l'auteur-compositeur-interprète Stevie Wonder enregistrée pour son album Hotter than July en 1980. Succès mitigé au Billboard Hot 100 en 1981, le single atteint toutefois la 3e position du classement national au Royaume-Uni.
Parmi la centaine de reprises recensée, celle du groupe R&B Jodeci obtient la 1re position du Billboard Hot R&B et atteint le top 5 du Billboard Hot 100 en 1993.

## Version de Stevie Wonder
Singles de Stevie Wonder
I Ain't Gonna Stand for It
(1980) Happy Birthday
(1981)
Le titre fait office de 9e piste pour son album Hotter than July, enregistré au Wonderland Studios de Los Angeles. 
Stevie Wonder interprète tous les instruments (voix, synthétiseur et piano).

### Classement
Le single sort en 1981 chez Tamla (référence T-54323).
| Classement (1981)                         | Meilleure position |
| ----------------------------------------- | ------------------ |
| Royaume-Uni (Official Charts Company)     | 3                  |
| États-Unis (Billboard Hot 100)            | 64                 |
| États-Unis (Billboard Adult Contemporary) | 33                 |
| États-Unis (R&B Singles)                  | 29                 |
| Allemagne                                 | 64                 |
| Pays-Bas                                  | 36                 |
| Nouvelle-Zélande                          | 15                 |

En 2011, le titre revient en 151e au UK Singles Chart.

### Certifications
| Pays        | Certification | Ventes   | Date          |
| ----------- | ------------- | -------- | ------------- |
| Royaume-Uni | Argent        | +250.000 | 1er mars 1981 |

### Accueil
Jason Elias (AllMusic) pense que Lately 'est un équilibre parfait entre la force émotionnelle et la profondeur musicale.[...] Pour quiconque ne connaissant pas les qualités de Wonder, cette chanson en est la preuve'.

## Version de Jodeci
Singles de Jodeci
Let's Go Through the Motions (en)
(1993) Cry for You (en)
(1993)
En 1993, Andre Harrell, fondateur de Uptown Records, souhaite organiser un show sur MTV pour promouvoir les artistes de son label : Mary J. Blige qui vient de sortir son premier album What's the 411?, le groupe  Jodeci qui avait déjà sorti l'album  Forever My Lady (en) en 1991 et avait obtenu trois numéros 1 au classement Hot R&B/Hip-Hop , le rappeur Heavy D. & the Boyz, mais aussi Father MC (en) ou encore Christopher Williams (en),. 
Harrell prend ainsi contact avec Jodeci et leur propose une reprise de Lately pour démontrer leurs capacités vocales. Les chanteurs, qui n'avaient jamais entendu le titre de Wonder jusqu'à 24 heures avant l'enregistrement du show, se mettent au travail et étudie le morceau pour le show du lendemain. La captation sera enregistrée sur l'album Uptown MTV Unplugged et constituera le premier album 'MTV Unplugged' entièrement consacré à un label.
Le 25 mai 1993, la version de Jodeci sort en single promotionnel. Il obtient la 1re place au classement Hot R&B/Hip-Hop en août 1993 ainsi que la 4e au Billboard Hot 100. Lorsque Jodeci se produisit au Arsenio Hall Show (en) pour y interpréter Lately, Arsenio Hall invita Stevie Wonder à rejoindre le groupe sur le plateau. Durant la performance, Wonder ajoutera quelques commentaires tels que 'I like the way you sing my song', que l'on peut traduire par 'j'aime la manière avec laquelle vous chantez ma chanson'.
Leur interprétation apparait également sur leur compilation Back to the Future: The Very Best of Jodeci (en) sortie chez Universal Records en 2005.

### Formats
Le titre sort sous de nombreux formats chez Uptown Records (ou MCA), tous produits par DeVante Swing (en).
| CD Single (MCD 30834) 1. Lately (Radio) - 4:23 2. Lately (Main) - 6:23 3. Lately (World Beat Peace Mix) - 6:24 | Maxi 45 tours (UPT12-54693) 1. Lately (Main) – 6:20 2. Lately (TV Track) – 6:20 3. Lately (Extended Live) - 5:06 | Maxi CD Single (UPT5P-2740) 1. Lately (Radio) - 4:20 2. Lately (Main) - 6:20 3. Lately (TV Track) - 6:20 4. Lately (Extended Live) - 5:06 5. Lately (World Beat Peace Mix) - 6:20 | 45 tours (UPTS7 54652) 1. Lately - 2. Lately (Album Version) - | Cassette (UPTCS-54652) 1. Lately - 2. Lately (Album Version) - |

### Classement

#### Classement hebdomadaire
| Classement (1993)                               | Meilleure position |
| ----------------------------------------------- | ------------------ |
| États-Unis (Billboard Hot 100)                  | 4                  |
| États-Unis (Dance Singles Sales (en))           | 12                 |
| États-Unis (Rhythmic Top 40 (en))               | 1                  |
| États-Unis (Hot R&B/Hip-Hop Singles Sales)      | 3                  |
| États-Unis (Hot R&B/Hip-Hop Songs)              | 1                  |
| États-Unis (Adult R&B Songs (en))               | 4                  |
| États-Unis (Mainstream Hot R&B/Hip-Hop Airplay) | 13                 |
| États-Unis (Hot R&B/Hip-Hop Airplay)            | 1                  |
| États-Unis (Top 40 Mainstream)                  | 17                 |
| Nouvelle-Zélande                                | 50                 |

#### Classement annuel
| Classement (1993)              | Position |
| ------------------------------ | -------- |
| États-Unis (Billboard Hot 100) | 15       |

### Certifications
| Pays       | Certification | Ventes   | Date            |
| ---------- | ------------- | -------- | --------------- |
| États-Unis | Or            | +500.000 | 28 juillet 1993 |

Le single se vend à 900 000 exemplaires.

### Accueil
Pour Rolling Stone, la version de Jodeci est 'fidèle à la version originale tout en étant plus sobre. [Le groupe] excelle dans les tempos lents et Lately s'y prête parfaitement. Cela permet au chanteur K-Ci d'y mettre toute son émotion et à Jojo d'y ajouter des séquences en falsetto.

## Autres reprises
Informations issues de SecondHandSongs, sauf mentions complémentaires.
La chanson compte une centaine de reprises officielles, dont :
- Rudy Grant (en), en single (1981) et sur son album Rudy Grant Sings the Hits in Reggae Style (1982)
- Johnny Mathis sur Friends in Love (1982)
- Vince Hill (en) sur I'm the Singer (1983)
- Normie Rowe (en) sur Piano Man (1985)
- René Froger sur The Power of Passion (1993)
- Shaggy sur Original Doberman (en) (1994)
- Giorgia sur One More Go Round (1996)
- East 17 sur Resurrection (en) (1998)
- Trijntje Oosterhuis sur For Once in My Life (1999)
- S Club 7 sur 7 (2000)
- George Benson sur Absolute Benson (en) (2000)
- Hank Marvin sur Guitar Player (2002)
- Anne Ducros sur Close Your Eyes (2003)
- Stig Rossen (en) sur Voices Live (2008)
- Perry Danos sur Swingin' on the Moon (2009)
- Colton Dixon sur American Idol Season 11 - Top 13 (2012)
- Bob Baldwin (en) sur MelloWonder (2015)
- Liane Carroll sur The Right to Love (2017)
- Mazz Murray (en) sur Midnight Mazz (2018)
- RuthAnne (en) en single (2019)
- Karima (it) sur No Filter (2021)

### Adaptations en langue étrangère
| Année | Langue    | Titre         | Adaptation          | Interprète(s)                             |
| ----- | --------- | ------------- | ------------------- | ----------------------------------------- |
| 1983  | Tchèque   | V tuto chvíli | Eduard Pergner      | Jitka Zelenková                           |
| 2006  | Tchèque   | Dárek vánoční | Marek Libert        | Daniela Šinkorová                         |
| 1984  | Portugais | Nada Mais     | Ronaldo Bastos (pt) | Gal Costa, Pedrinho Rodrigues, Sampa Crew |